# Kandel (Palatinat)
Pour les articles homonymes, voir Kandel.
Kandel (en allemand : /ˈkandl̩/ ) est une ville au sud du Land de Rhénanie-Palatinat en Allemagne. La ville avoisine les 9 000 habitants. Kandel est jumelée avec Reichshoffen (Alsace, France) et Whitworth (Lancashire, Angleterre).

## Géographie
Kandel se trouve sur la bordure nord du Bienwald, à environ 12 kilomètres de la frontière française et environ 20 km à l’ouest-nord-ouest de Karlsruhe, dans la plaine rhénane.

### Communes voisines
Wörth am Rhein, Jockgrim, Rheinzabern, Hatzenbühl, Erlenbach bei Kandel, Steinweiler, Winden, Minfeld.

### Division de la ville
À la ville de Kandel appartiennent, outre Kandel même, Minderslachen et Kandel-Höfen.
À l'origine, Kandel était un village-rue typique du Palatinat-Sud-Est. Le territoire de la ville proprement dit se divise en différentes parties : Oberkandel (la partie ouest), Mittelkandel (la partie centrale) et Unterkandel (la partie est). Avant la Seconde Guerre mondiale, ce que l'on appelait Gartenstadt s'était élevé au sud du centre-ville ; l'après-guerre a vu s'y ajouter diverses nouvelles zones de construction. Depuis le début de 2006 a commencé l'aménagement de la nouvelle zone de construction « Am Höhenweg ».

## Histoire
Ancien chef-lieu de canton à l'époque française.

## Sources
- (de) Cet article est partiellement ou en totalité issu de l’article de Wikipédia en allemand intitulé « Kandel (Pfalz) » (voir la liste des auteurs).